# آمفی‌تئاتر مریدا
آمفی‌تئاتر مریدا یکی از آمفی‌تئاترهای رومی در کلونیا امریتا آگوستا – که امروزه به نام مریدا، اسپانیا شناخته می‌شود –، پایتخت استان روم لوسیتانیا است. این آمفی‌تئاتر در سال ۸ پیش از میلاد تکمیل شد و در حال حاضر در حالت ویرانه‌ای است. در دوران رم باستان، این مکان برای مبارزات گلادیاتورها و نبردهای بین حیوانات یا انسان‌ها و حیوانات استفاده می‌شد.